# Lazany
Lazany este o comună slovacă, aflată în districtul Prievidza din regiunea Trenčín, pe malul râului Porubský potok⁠(d). Localitatea se află la altitudinea de 313 m deasupra n.m., se întinde pe o suprafață de 9,88 km2 și în 2017 număra 1.690 de locuitori.

## Istoric
Localitatea Lazany este atestată documentar din 1430.

## Demografie
| An:                | 1994 | 2004    | 2014   | 2024   |
| ------------------ | ---- | ------- | ------ | ------ |
| Număr de persoane: | 1382 | 1571    | 1654   | 1804   |
| Diferență:         |      | +13,67% | +5,28% | +9,06% |

| An:                | 2023 | 2024   |
| ------------------ | ---- | ------ |
| Număr de persoane: | 1785 | 1804   |
| Diferență:         |      | +1,06% |